# Epeorus assimilis
Espèce
Epeorus assimilis est une espèce d'éphémères, très répandue en Europe, de très grande taille, au vol pendulaire spécifique aux imagos de cet ordre d'insectes.

## Caractéristiques physiques
- Nymphe : de 15 à 19 mm pour le corps
- Imago :
  - Corps : ♂ 16 à 18 mm, ♀ 17 à 20 mm
  - Cerques : ♂ 40 à 45 mm, ♀ 35 à 38 mm
  - Ailes : de 16 à 20 mm

Epeorus assimilis est essentiellement caractérisée par le cercode central atrophié de sa larve (c'est la seule larve d'éphéméroptères présentant cette particularité), et la succession de losanges sombres sur la face dorsale de l'abdomen de l'imago.

## Éclosion
À partir de fin mai et jusqu'à fin août, à la mi-journée, en éclosions massives sur pratiquement toutes les rivières de première catégorie du centre de l'Europe de l'Ouest (Allemagne, Autriche, Belgique, Italie, Suisse, et tout l'est de la France).